# 大蘇爾茨山

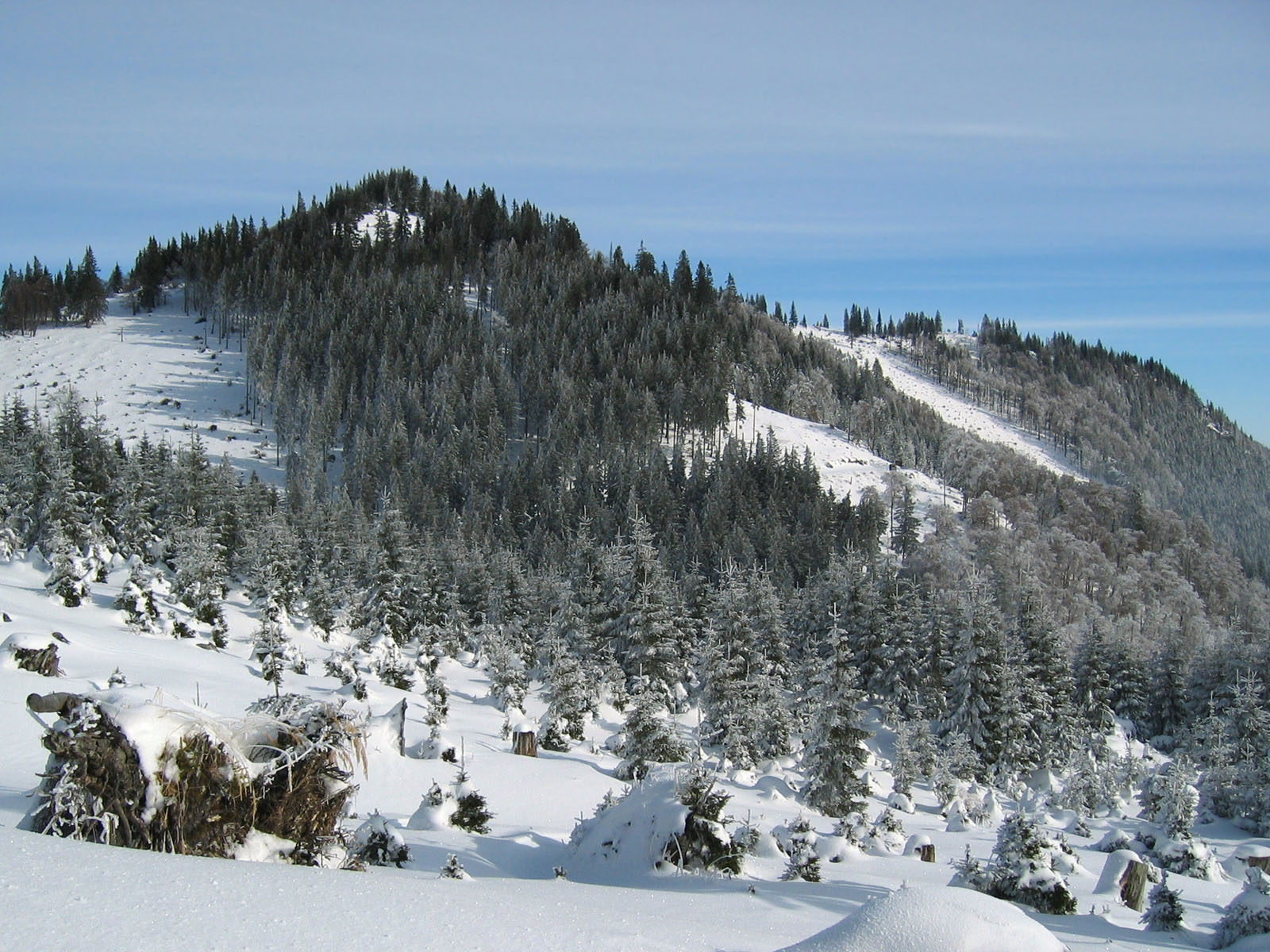

47°50′18.89″N 15°23′9.21″E / 47.8385806°N 15.3858917°E
大蘇爾茨山（德語：Großer Sulzberg），是奧地利的山峰，位於該國東北部，由下奧地利州負責管轄，屬於蒂爾尼茨阿爾卑斯山脈的一部分，距離格勒山7.8公里，海拔高度1,400米。